# Adam Szentpétery
Szentpétery Ádám (Pronunciación en húngaro: /ˈsɛntpeːtɛriˈaːdaːm/; nacido el 24 de febrero de 1956) es un artista húngaro en Eslovaquia y el jefe del departamento del Estudio de Imagen Contemporánea en la Facultad de Artes en la Universidad Técnica de Košice, Eslovaquia. Está conocido principalmente por su pintura abstracta con fuerte geométricismo organizado sobre las telas en una manera altamente original con un colorismo muy intenso pero al mismo tiempo refinado..

## Vida y Carrera
Szentpétery nació en Rožňava, Checoslovaquia. De 1971 a 1975 estudió en la Escuela de Artes Aplicadas de Košice (departamento de artes gráficas). De 1976 a 1982, estudió en la Academia de Bellas Artes y Diseño en Bratislava en el estudio de pintura monumental en el curso impartido por Assoc. profe. Dezider Castiglione y Assoc. profe. Ivan Vychlopen. Desde 1999 es director del Estudio de Imagen Contemporánea en la Facultad de Artes de la Universidad Técnica de Košice (desde 2004, profesor asociado). En 2007, Szentpétery recibió el premio "Munkácsy Mihály díj" (es decir, el premio estatal) en Budapest (Hungría). Hoy en día, Szentpétery vive y trabaja en Rožňava y Košice.

### Obra
Cuándo caracterizando los trabajos del pintor de eslovaco prominente Ádám Szentpétery (nacido en 1956), del muy inicio es necesario de enfatizar que comunicaremos en la lengua visual de geometría con codificación de pintura fuerte. Sobre el curso del los 1980s, la geometría devenía la matriz de sus trabajos a qué coloca producciones de arte individual y enlaces. La línea, el color y la superficie son los bloques de edificio primarios de su sistema de cuadro. A pesar de que en el curso de décadas Szentpétery ha construido un programa de pintura monolítico clave en el campo de la abstracción geométrica que forma una contribución única a la lengua contemporánea de pintar en Eslovaquia, todavía queda un fenómeno solitario en el entorno de casa." Vladimír Beskid

### Exposiciones
Desde 1984 hasta ahora, Szentpétery expuso sus obras en numerosas exposiciones individuales y colectivas en todo el mundo, principalmente en los países de la Unión Europea, pero sus pinturas también se expusieron hasta Japón, Corea o Taiwán. La lista completa de exposiciones individuales y colectivas está disponible en Adam Szentpétery's catalogue.

### Obras en colecciones
- Východoslovenská galéria, Košice (Eslovaquia)
- Východoslovenské múzeum, Košice (Eslovaquia)
- Banícke múzeum, Rožňava (Eslovaquia)
- Sbírka AVS, Praha (República Checa)
- Mestská galéria, Cottbus (Alemania)
- Kortárs Magyar Galéria (Galéria súčasných maďarských umelcov), Dunajská Streda (Eslovaquia)
- Oravská galéria, Dolný Kubín (Eslovaquia)
- Gyergyószárhegyi Megyei Alkotóközpont @– Lăzarea (Rumanía)
- Beratzhausener Sammlung, Beratzhausen (Alemania)